# Oak Creek (Wisconsin)
Pour les articles homonymes, voir Oak Creek.
La ville américaine d’Oak Creek est située dans le comté de Milwaukee, dans l’État du Wisconsin. Sa population a été estimée à 33 946 habitants en 2009.
La ville a été le théâtre de la fusillade d'Oak Creek, le 5 août 2012, qui a fait 6 morts et 3 blessés.

## Source
- (en) Cet article est partiellement ou en totalité issu de l’article de Wikipédia en anglais intitulé « Oak Creek, Wisconsin » (voir la liste des auteurs).